# Vesly (Manche)
Vesly település Franciaországban, Manche megyében. Lakosainak száma 732 fő (2022. január 1.). Vesly Laulne, Montsenelle, Millières, Le Plessis-Lastelle, Saint-Patrice-de-Claids, Lessay és La Haye községekkel határos.

## Népesség
A település népessége az elmúlt években az alábbi módon változott:
| Lakosok száma | 542  | 522  | 535  | 615  | 711  | 715  | 725  | 737  | 741  | 732  |
|               | 1968 | 1982 | 1990 | 2006 | 2013 | 2015 | 2017 | 2019 | 2020 | 2022 |